# Campionati del mondo di ciclismo su strada 1996 - Cronometro maschile Elite
La cronometro maschile Elite dei Campionati del mondo di ciclismo su strada 1996 è stata corsa il 10 ottobre in Svizzera, con partenza ed arrivo a Lugano, su un percorso di 40,4 km. L'oro andò allo svizzero Alex Zülle che vinse con il tempo di 48'13" alla media di 50,258 km/h, argento al britannico Christopher Boardman e l'altro svizzero Tony Rominger terzo a completare il podio.
Partenti e arrivati 40 ciclisti.

## Classifica (Top 10)
| Pos. | Corridore             | Squadra     | Tempo   |
| ---- | --------------------- | ----------- | ------- |
| 1    | Alex Zülle            | Svizzera    | 48'13"  |
| 2    | Christopher Boardman  | Regno Unito | a 39"   |
| 3    | Tony Rominger         | Svizzera    | a 41"   |
| 4    | Daniele Nardello      | Italia      | a 1'01" |
| 5    | Andrea Peron          | Italia      | a 1'34" |
| 6    | Uwe Peschel           | Germania    | a 1'36" |
| 7    | Juan Carlos Domínguez | Spagna      | a 1'52" |
| 8    | Abraham Olano         | Spagna      | a 1'55" |
| 9    | Vjačeslav Ekimov      | Russia      | a 2'22" |
| 10   | Neil Stephens         | Australia   | a 2'34" |